# Emiltzos da Bulgária
Emiltzos (em grego: Σμίλτζος; romaniz.: Smiltzos; em búlgaro: Смилец; romaniz.: Smilets) ou Esmilo (em grego: Σμίλος; romaniz.: Smílos), foi o imperador da Bulgária entre 1292 e 1298. Embora ele seja creditado como descendente de "uma das mais nobres famílias búlgaras", seus antecedentes são completamente desconhecidos. A julgar pelas grandes propriedades de seus irmãos Radoslau e Vojsil, a família de fato era uma grande proprietária de terras na região da cordilheira dos Bálcãs e de Sredna Gora.

## História
Antes de ascender ao trono em 1292, Emiltzos havia se casado com uma princesa bizantina de nome desconhecido, filha do sebastocrator Constantino Paleólogo, um meio-irmão do imperador bizantino Miguel VIII Paleólogo. Além da informação de que Emiltzos teria ascendido ao trono por desejo de Nogai Cã da Horda Dourada, nada mais sabemos sua elevação. Pelo mesmo motivo, o reinado de Emiltzos é considerado o apogeu da  suserania mongol sobre a Bulgária. Mesmo assim, os raides mongóis continuaram, como foi o caso em 1297 e 1298. Porém, como estes raides atacavam partes da Trácia, na época totalmente sob controle bizantino, é possível que o território búlgaro não fosse o objetivo final dos ataques. Na realidade, apesar da política geralmente pró-bizantina de Nogai, Emiltzos rapidamente se envolveu numa fracassada guerra contra o Império Bizantino no começo do seu reinado.
Por volta de 1296-97, Emiltzos casou sua filha Teodora ao futuro rei da Sérvia Estêvão Uresis III e desta união nasceria o rei - e futuro imperador - da Sérvia Estêvão Uresis IV.
Em 1298, Emiltzos desaparece do registro histórico, aparentemente depois da invasão de Tzacas. Ele pode ter sido morto por ele ou morrido de causas naturais enquanto o inimigo avançava contra suas posições. Emiltzos foi brevemente sucedido pelo seu jovem filho João II.

## Família
Emiltzos se casou com uma princesa bizantina de nome desconhecido, filha do sebastocrator Constantino Paleólogo. Ela foi chamada apenas de "Emiltzena" (em búlgaro:  Смилцена - "esposa de Emiltzos"). Tiveram pelo menos três filhos:
- Maria (Marija), que se casou com déspota Aldimir (Eltimir) , irmão de Jorge Terter I.
- Teodora, que se casou com Estêvão Uresis III da Sérvia.
- João II, que sucedeu ao pai como imperador da Bulgária entre 1298 e 1299/1300.